# Eischen
Eischen är en ort i Luxemburg.   Den ligger i distriktet Luxemburg, i den västra delen av landet, 20 kilometer väster om huvudstaden Luxemburg. Eischen ligger 298 meter över havet och antalet invånare är 1 559.
Terrängen runt Eischen är platt.  Runt Eischen är det ganska tätbefolkat, med 214 invånare per kvadratkilometer.. Närmaste större samhälle är Luxemburg, 19,8 kilometer öster om Eischen. 
Omgivningarna runt Eischen är en mosaik av jordbruksmark och naturlig växtlighet.